# Temporada 2017-2018 del Liceu
La temporada 2017-2018 del Liceu va començar amb l'última òpera italiana de Rossini, que tornava a l'escenari del Liceu amb el divertit muntatge d'Emilio Sagi, que convertia l'òpera en un enginyós joc escènic. Al competent equip vocal, que incloïa intèrprets rossinians de referència al costat de talents joves i incipients, s'hi va sumar la direcció musical de Giacomo Sagripanti, especialista en Rossini i guanyador dels International Opera Awards de Londres com a millor director musical jove el 2016.
Amb Un ballo in maschera va tornar al Liceu el gran tenor polonès Piotr Beczala amb un dels seus títols de capçalera, al costat de la soprano Keri Alkema. El muntatge de Vincent Boussard reforçava l'ambient fosc i de misteri que envolta la peça, i comptava amb el vestuari de Christian Lacroix i amb la sobrietat escenogràfica de Vincent Lemaire, que permetia concentrar l'atenció en el nucli dramàtic de la partitura. El repartiment, dirigit per un veritable especialista com Renato Palumbo, presentava a més un referent en el cant verdià: Dolora Zajick.
Àlex Ollé (La Fura dels Baus) va concentrar l'acció escènica de Tristany i Isolda en el llenguatge simbòlic, amb un treball excel·lent de caracterització dels personatges. L'escenografia d'Alfons Flores i les videoprojeccions de Franc Aleu van contribir a la materialització de l'ideal wagnerià de l'«obra d'art integral» gràcies a unes imatges que sustentien i subratllaven el llibret i la música. Iréne Theorin i Stefan Vinke, indiscutibles triomfadors al Liceu com a Brünnhilde i Siegfried, respectivament, a Der Ring des Nibelungen, tornaven a Barcelona al costat d'un equip ideal per a aquesta òpera.
La següent fou la darrera òpera de Monteverdi, L'incoronazione di Poppea, per commemorar el 450è aniversari de la seva estrena. Una de les millors òperes del primer Barroc servida al Liceu pel talent d'un especialista com Jean-Christophe Spinosi al capdavant de l'Ensemble Matheus.
El Liceu va recuperar un dels muntatges més reeixits de les darreres temporades amb L'elisir d'amore. Mario Gas va ambientar l'acció en la Roma feixista, amb l'entranyable record del cinema neorealista. Comèdia per a tots els públics, amb l'al·licient del Nemorino del tenor eslovac Pavol Breslik, acompanyat de tres estrelles més: l'Adina de la soprano australiana Jessica Pratt i el Belcore del baríton Paolo Bordogna, a més d'un veterà buffo com Roberto de Candia que representà Dulcamara.
A continuació es va representar en verió de concert la tragèdia lírica de Donizetti Poliuto després de 42 anys d'absència, i que comptà amb un repartiment fabulós, que incloïa la soprano Sondra Radvanovsky, que debutava en el paper de Paolina a Barcelona. Gregory Kunde va repetir un nou èxit en una de les seves especialitats, el bel canto tardà.
Roméo et Juliette tornava a l'escenari del Gran Teatre del Liceu després de 32 anys d'absència, dirigida per Josep Pons, coprotagonitzada per Saimir Pirgu i Aïda Garifúl·lina, i en coproducció amb The Santa Fe Opera. El muntatge d'Stephen Lawless situava l'acció original en el context de la Guerra Civil dels Estats Units (1861-1865).
Jonas Kaufmann tornà al Liceu, on es presenta per primera vegada a Barcelona amb una òpera escenificada: Andrea Chénier. El gran tenor alemany, un dels més desitjats pels teatres internacionals, formà part d'un dels repartiments programats. Dos càstings amb tres tenors: el paper titular fou assumit també per Antonello Palombi i Jorge de León, al costat de Sondra Radvanovsky i del baríton Carlos Álvarez, un dels Gérard de referència del moment. La posada en escena de David McVicar subratllà la força de la partitura, en el marc de l'esplèndida escenografia de Robert Jones i amb figurins de Jenny Tiramani.
Tot seguit, i en una única sessió, el Liceu es va vestir de Barroc amb un Händel màgic, Ariodante. I ho va fer amb l'experta batuta de l'especialista en repertori barroc el director francoamericà William Christie al capdavant del seu equip habitual, Les Arts Florissants, músics que toquen amb instruments originals, en un repertori del qual era un mestre indiscutible. Director i conjunt instrumental debutaven al Liceu.
Després de 33 anys reapareixia al Liceu la novena òpera de Verdi, Attila. La vibrant partitura verdiana fou interpretada al Liceu per Ildar Abdrazakov, jove baix rus «descobert» per Riccardo Muti el 2004, que actuà al costat del tenor Josep Bros, del baríton Vasily Ladyuk (primer premi del Concurs Francesc Viñas el 2005 i premi Operalia) i de la soprano dramàtica italiana més en voga: Anna Pirozzi.
El 23 d'abril es va estrenar al Liceu Demon d'Anton Rubinstein, del qual al Liceu únicament s'havia vist Néron el 1898, la primera òpera russa representada a Barcelona.
Tres aclamats tenors, el nord-americà Gregory Kunde, el tinerfeny Jorge de León i el porto-riqueny Rafael Davila, es van repartir el paper de Des Grieux a Manon Lescaut de Puccini. A ells es van unir dues sopranos pel rol titular, la ucraïnesa Ludmyla Monastyrska i la italiana Maria Pia Piscitelli, ambdues de renom internacional. Fou una nova coproducció entre el coliseu barceloní, el Palau de les Arts de València i el Teatro San Carlo de Nàpols.
Per acabar la temporada, va tornar al Liceu La Favorite donizettiana en la versió original, en francès. La darrera representació al Liceu era del 2002, quan es va cantar per primera vegada en l'original francès. Ara amb la jove mezzosoprano francesa Clémentine Margaine, una cantant revelació. Com a Fernand, dos tenors d'èxit, Michael Spyres i Stephen Costello.

## Òperes representades
| Temporada 2017-2018 del Liceu |                        |                         |                   | | |                                                                                                   |                                                                |
| Òpera                         | Compositor             | Direcció musical        | Direcció d'escena | Papers principals | Segon repartiment | Producció                                                                                         | Dates                                                          |
| Il viaggio a Reims            | Gioachino Rossini      | Giacomo Sagripanti      | Emilio Sagi       | Irina Lungu, Maite Beaumont, Sabina Puértolas, Ruth Iniesta, Taylor Stayton, Lawrence Brownlee, Roberto Tagliavini, Pietro Spagnoli, Carlos Chausson, Manel Esteve, Alessio Cacciamani, Jorge Franco, Paula Sánchez, Marzia Marzo, Tamara Gura, Xavier Anduaga, Carlos Pachón | Adriana González, Marina Viotti, Leonor Bonilla, Marigona Querkezi, Juan de Dios Mateo, Levy Sekgapane, Anderzhanov Baurzahan, Pedro Quiralte, Vincenzo Nizzardo, Gurguèn Babeian | Rossini Opera Festival (Pesaro) i Teatro Real (Madrid)                                            | 13, 14, 15, 17, 18, 19, 20 de setembre                         |
| Un ballo in maschera          | Giuseppe Verdi         | Renato Palumbo          | Vincent Boussard  | Piotr Beczala, Carlos Álvarez, Marco Caria/Carlos Álvarez, Keri Alkena, Dolora Zajick, Elena Sancho Pereg, Damian del Castillo, Roman Ialcic, Antonio di Matteo | Fabio Sartori, Giovani Meoni, Maria Jose Siri, Patricia Bardon, Katerina Tretyakova                                                                                               | Théâtre du Capitole (Tolosa) i Staatstheater Nürnberg (Nuremberg)                                 | 7, 8, 10, 11, 15, 16, 18, 20, 21, 23, 24, 26, 28, 29 d'octubre |
| Tristany i Isolda             | Richard Wagner         | Josep Pons              | Àlex Ollé         | Stefan Vinke, Albert Dohmen, Irene Theorin, Greer Grimsley, Francisco Vas, Sarah Connolly, Jorge Rodríguez Norton | | Òpera de Lió                                                                                      | 28 de novembre, 2, 4, 7, 10, 12, 15 de desembre                |
| L'incoronazione di Poppea     | Claudio Monteverdi     | Jean-Christophe Spinosi | Versió de concert | Veronica Cangemi, Maite Beaumont, Emilie Rose Bry, Filippo Mineccia, Francisco Fernández Rueda, Krystian Adam, Sabina Puértolas, David DQ Lee, Luigi de Donato, Cyril Auvity                                                                                                  | |                                                                                                   | 1 i 3 de desembre                                              |
| L'elisir d'amore              | Gaetano Donizetti      | Ramón Tebar             | Mario Gas         | Jessica Pratt, Pavol Breslik, Paolo Bordogna, Roberto de Candia, Mercedes Gancedo | |                                                                                                   | 7, 9, 12, 14, 16, 18, 22, 24, 26, 28 de gener                  |
| Poliuto                       | Gaetano Donizetti      | Daniele Callegari       | Versió de concert | Luca Salsi, Josep Fadó, Gregory Kunde, Sondra Radvanovsky, Ruben Amoretti, Alejandro González del Cerro | |                                                                                                   | 10 i 13 de gener                                               |
| Roméo et Juliette             | Charles Gounod         | Josep Pons              | Stephen Lawless   | Aïda Garifúl·lina, Tara Erraught, Saimir Pirgu, David Alegret, Beñat Egiarte, Gabriel Bermúdez, Issac Galán, Germán Olvera, Ruben Amoretti, Nicola Ulivieri, Stefano Palatchi                                                                                                 | | Gran Teatre del Liceu i Òpera de Santa Fe                                                         | 14, 17, 19, 22, 24, 27 de febrer, 2, 4 de març                 |
| Andrea Chénier                | Umberto Giordano       | Pinchas Steinberg       | David McVicar     | Jonas Kaufmann, Carlos Álvarez, Antonello Palombi, Sondra Radvanovsky, Yulia Mennibaeva, Sandra Ferrández, Anna Tomowa-Sintow, Manel Esteve, Toni Marsol, Manel Esteve, Francisco Vas                                                                                         | Jorge de León, Michael Chioldi, Julianna Di Giacomo, Gemma Coma-Alabert, Elena Zaremba                                                                                            |                                                                                                   | 9, 10, 12, 13, 15, 17, 18, 19, 21, 22, 24, 25, 27, 28 de març  |
| Ariodante                     | Georg Friedrich Händel | William Christie        | Versió de concert | Wilhelm Schwinghammer, Chen Reiss, Kate Lindsey, Rainer Trost, Hila Fahima, Christophe Dumaux | |                                                                                                   | 14 de març                                                     |
| Attila                        | Giuseppe Verdi         | Speranza Scappucci      | Versió de concert | Ildar Abdrazakov, Vasily Ladyuk, Anna Pirozzi, Josep Bros, Josep Fadó, Ivo Stanchev | |                                                                                                   | 6 i 8 d'abril                                                  |
| Demon                         | Anton Rubinstein       | Mikhaïl Tatàrnikov      | Dmitri Bertman    | Egils Siliņš, Oleksandr Tsimbaliuk, Asmik Grigorian, Ígor Morozov, Roman Ialcic, Larissa Kostiuk, Antoni Comas, Iuri Minenko | | Gran Teatre del Liceu, Helikon Opera (Moscou), Staatstheater Nürnberg i Òpera Nacional de Bordeus | 23, 26, 29 d'abril, 2, 5, 8, 11 de maig                        |
| Manon Lescaut                 | Giacomo Puccini        | Emmanuele Villaume      | Davide Livermore  | Liudmila Monastirska, David Bizic, Gregory Kunde, Carlos Chausson, Mikeldi Atxalandabaso, Marc Pujol, Carol Garcia, José Manuel Zapata, Stefano Palatchi | Maria Pia Piscitelli, Jared Bybee, Jorge de León, Rafael Davila | Gran Teatre del Liceu, Teatro San Carlo (Nàpols) i Palau de les Arts Reina Sofía (València)       | 7, 8, 10, 11, 13, 14, 16, 17, 19, 20, 21, 22 de juny           |
| La Favorite                   | Gaetano Donizetti      |                         |                   | Daniela Barcellona, Eve-Maud Hubeaux, Clémentine Margaine | |                                                                                                   | 8, 10, 11, 13, 14, 16, 17, 19, 20, 21, 22, 24 de juliol        |